# Begonia tebiang
Espèce
Begonia tebiang est une espèce de plantes de la famille des Begoniaceae. Ce bégonia originaire du Sarawak (île de Bornéo) en Asie tropicale a été décrit en 2016. 

## Répartition géographique
Cette espèce est originaire du Sarawak (Bornéo, Malaisie).

## Classification
Begonia tebiang fait partie de la section Petermannia du genre Begonia, famille des Begoniaceae.
L'espèce a été décrite en 2016 par les botanistes Sang Julia et Ruth Kiew.
Publication originale : (en) Julia Sang, Ruth Kiew, Begonia (Begoniaceae) from Batang Ai National Park and vicinity, Sarawak, Borneo, including six new species dans Phytotaxa, [S.l.], v. 252, n° 1, pages 17–30, mars 2016 .